# Áed Allán
Áed Allán mac Fergaille (mort en 743) roi d’Ailech et Ard ri Érenn de 734 à 743. Áed Allán est le principal acteur de la prise de contrôle par le Cenél nEógain des dynasties Uí Néill du nord-ouest de l'Irlande à l'époque ou le Clan Cholmáin s'impose comme le principal pouvoir parmi les Uí Néill des Midlands d'Irlande.

## Origine
Áed Allán était le fils aîné de Fergal mac Máele Dúin roi d’Ailech du Cenél nEógain famille issue des Uí Neill et Ard ri Érenn de 710-722. Après les troubles qui avaient suivi la mort de son père à la bataille d’Almain, le titre d’Ard ri Érenn était finalement revenu à Flaithbhertach mac Loingsig du Cenél Conaill.

## Règne

### Combat contre le Cenél Conaill
Les Annales d'Ulster relèvent qu’Áed Allán affronte Flaithbhertach au combat pour le contrôle de Mag nÍtha sans en préciser l’issue. Il est toutefois indiqué que les Ui Echdach du Cenél nÉogain et d’autres y tombèrent, ce qui semble impliquer une défaite initiale du Cenél nEógain. Toutefois le début du règne d’Áed Allán est enregistré la même année vraisemblablement après la déposition ou l’abdication de Flaithbertach qui meurt dans un monastère à Armagh en 765,.
À partir du règne d’Áed Allán jusqu'à la fin du Xe siècle, le titre d'Ard ri Erenn alterne régulièrement entre le Cenél nEógain dans le nord-ouest et le Clan Cholmáin dans les midlands d'Irlande. La perte du contrôle du pouvoir dans le nord-ouest par le Cenél Conaill est principalement liée à la conquête à ses dépens, par le Cenél nEógain d'un petit royaume vassal connu sous le nom de Mag nÍtha, établi dans l'actuelle vallée de la rivière Finn dans le Donegal. Cette expansion a fait l'objet de durs combats pendant la décennie 730 ; qui sont liés pour le Cenél Conaill du besoin vital de maintenir de bonnes communications entre son principal domaine autour de la ville moderne de Donegal (c'est-à-dire Tír nÁeda) et ses territoires le long de la côte nord du comté de Donegal aussi à l'est que Lough Swilly. Un corollaire de la conquête de Mag nÍtha fut que le sous royaume Uí Néill du Cenél nÉndai, établi autour de Raphoe (Donegal), transfert sa vassalité du Cenél Conaill à la suzeraineté de Cenél nEógain.

### Combat en Ulaid
Une fois Áed Allán établi comme Ard ri Erenn, il renforce comme roi la capacité Uí Néill du nord à frapper ses rivaux Uí Néill des Midlands et les ennemis traditionnels de Leinster en remportant une bataille décisive en 735 à Faughart près de Dundalk dans le comté de Louth, contre Áed Roin, roi d'Ulaid, et l'allié et voisin de ce dernier, Conchad mac Cuanach, roi de Coba Mag dans l'ouest du comté de Down.
Cette bataille détache le Conailli Muirthemne dans ce qui est maintenant le comté de Louth de la province d'Ulaid et donne au Cenél nÉogain un territoire qui lui permet de prendre pied sur la côte est dans le coin nord est de la plaine des midlands d'Irlande. Avec comme résultat que le royaume d'Airgialla qui occupe les modernes comtés de Armagh, Monaghan, Londonderry, et Tyronne est désormais dominé principalement par le Cenél nÉogain, et avec lui se dessine une alliance entre le Cenél nÉogain et l'église d'Armagh. Pour les prochains siècle les intérêts du Cenél nÉogain et ceux des héritiers de Patrick d'Armagh seront étroitement convergeant. La première illustration importante de cette connexion est les mentions relevées par les annales d'Ulster de deux événements de 737.

### Apogée du règne
En effet cette année-là, Áed Allán rencontre au monastère de Terryglass, l’Eóganacht Glendamnach Cathal mac Finguine roi de Munster et principal souverain sud de l’Irlande. Il est peu probable que ce dernier ait reconnu l’autorité d’Áed Allán car l’influence des Uí Neill était faible dans le Leth Mogha (moitié sud de l’Irlande). Il semble toutefois que sur le plan religieux la prééminence d’Armagh ait été évoquée car les Annales relèvent dans l'entrée suivante que les Lois de Patrick s’appliqueraient désormais dans le sud,.
Fort de ses succès dans le nord, Áed Allán attaque ensuite le Leinster afin de venger son père. Les Annales d'Ulster relèvent en 738 la bataille d’Ath Senaig au cours de laquelle l’Ard ri Érenn fut blessé mais qui vit la mort de ses deux ennemis Áed mac Colggen Uí Cheinnselaigh roi du Sud-Leinster et Bran Bec Mac Murchado Uí Dúnlainge roi du Nord-Leinster. Il s’agissait pour l’un d'un vainqueur de Fergal en 722 et pour l'autre du fils de l’autre vainqueur; Murchad mac Bran Mut (mort en 727). Ce combat aura de plus une incidence durable sur l’histoire du Leinster puisqu’il marque le début de l’éclipse de près de 300 ans des Uí Cheinnselaigh pendant laquelle la royauté de Leinster sera monopolisée par les Uí Dúnlainge.

### Défaite et mort
C'est le point culminant du règne d'Áed Allán dont le pouvoir semble assuré lorsqu’il doit faire face à la compétition de Domnall Midi du Clan Cholmáin des Uí Neill du sud. Il est vaincu et tué à la bataille de Seredmag en 743. Le lieu de ce combat est situé par certaines annales dans l'actuel comté de Longford, ce qui suggère que Áed Allán avait attaqué des Uí Néill voisins et sans doute alliés du Clan Cholmáin.

## Postérité
Áed Allán eut comme premier successeur comme roi d’Ailech son frère Niall Frossach. Son fils Máel Dúin mac Áedo Alláin roi d’Ailech de 770 à 788 n’accéda au trône qu’après la mort de son oncle. Le fils de Mael Duin, Murchad mac Máele Dúin sera encore roi d'Ailech de 819 à sa déposition en 823. Aucun de ses descendants ne porta le titre d'Ard ri Érenn.

## Sources
- (en) Ouvrage collectif sous la direction de Edel Bhreathnach, The Kingship and landscape of Tara, Dublin, Four Courts Press, 2005, 536 p. (ISBN 1851829547).
- (en) Francis John Byrne, Irish Kings and High-Kings, Dublin, Courts Press History Classics, 2001, 341 p. (ISBN 1-851-82-196-1).
- (en) Dáibhí Ó Cróinín, , Early Medieval Ireland: 400–1200. Longman, London, 1995.  (ISBN 0-582-01565-0)
- (en) Clare Downham, Medieval Ireland, Cambridge, Cambridge University Press, 2018, 394 p. (ISBN 9781906716066), p. 93
- (en) Philip Erwin, « Áed Allán mac Fergaile (d. 743) », Oxford Dictionary of National Biography, Oxford University Press, 2004.
- (en) Gearóid Mac Niocaill, Ireland before Vikings, Dublin, Gill & Macmillan, 1972, 172 p., p. 124-126
- (en) Dictionary of Irish Biography;  article de  Darren McGettigan et de Ailbhe  Mac Shamhrain,  Áed Allán